# Храм Покрова Пресвятой Богородицы (Уссурийск)
Храм Покрова Пресвятой Богородицы — православная церковь в Уссурийске. Построена в 1914 году на месте деревянной церкви.

## История
Город Уссурийск, первоначально как село Никольское, был основан в 1866 году переселенцами из Европейской России. Удобное расположение села на пересечении транспортных путей, неограниченное количество сельскохозяйственных угодий способствовали быстрому росту села. В 1870 году в Никольском уже было 68 дворов. Большая часть населения — около 80 %, исповедали православие.

### Деревянная церковь
Первая церковь в селе была построена в 1871 году, освящена 1 августа Камчатским епископом Вениамином (Благонравовым) в честь Святого Николая Чудотворца архиепископа Мир Ликийских; она была деревянной и вмещала около 200 человек молящихся. Несмотря на скромное обустройство и небольшие размеры, церковь стала духовным и народным центром села.
С историей первой церкви связаны имена выдающихся личностей. В 1871 году здесь некоторое время служил (за неимением в храме постоянного священника) архимандрит Палладий (Кафаров) — начальник Пекинской духовной миссии, возглавлявший тогда историко-этнографическую экспедицию, шедшую из Китая в Маньчжурию.
В мае 1891 года на богослужении в Свято-Никольской церкви присутствовал Цесаревич Николай Александрович Романов (Будущий Император Николай II), посетивший Южно-Уссурийский край во время кругосветного плавания.
Село Никольское стало городом Никольск-Уссурийском в 1898 году. В связи с увеличением населения возникла необходимость строительства церквей, собора, школ. Первая Никольская школа действовала более тридцати лет. В мае 1904 года настоятель Никольск Уссурийского собора протоиерей Павел Мичурин сообщил в Приморское Областное Правление: «… 21 мая, в день посещения бывшего с. Никольского в 1891 году Его Императорским Высочеством Наследником Цесаревичем, ныне благополучно царствующим Государем Николаем Александровичем, в старом Никольском храме имеет быть совершена Божественная Литургия, а после оной крестный ход к арке»…
В 1913 году город Никольск-Уссурийск стал крупным уездным городом в Приморской области. В нём проживало около 35 тысяч человек штатского населения и квартировали войска численностью до 30 тысяч человек. В городе действовало три храма: Никольский собор, Преображенская кладбищенская церковь, Никольский храм, приписанный железнодорожному ведомству, а также одна церковь-вагон во имя Свт. Иннокентия Иркутского по линии Усс. Железной Дороги и одна часовня.

### Церковь с 1914 года
К этому времени первая Никольская церковь обветшала, и на её месте началось строительство каменного здания храма. Вновь выстроенная церковь была освящена архиепископом Владивостокским и Камчатским Евсевием (Никольским) 11 октября 1914 года с двумя приделами: Покрова Пресвятой Богородицы и Святого Павла Фивейского. Тогда же было построено здание для хозяйственных нужд церкви.
С историей первой Никольской, а затем Покровской церкви связана деятельность первой школы села Никольского. Школа открылась при церкви в 1883 году; через год для неё было выстроено деревянное здание, в котором обучалось около 160 детей. Через десяток лет здание школы стало тесным и не вмещало всех желающих учиться.
Жители села, желая отметить важное событие в истории России — коронование на престол Императора Николая II, решили на общем сходе — в память об этом построить здание каменной церковно — приходской школы с помещениями для библиотеки и народных чтений. Священник П. Мичурин, исполняющий тогда обязанности епархиального наблюдателя церковно — приходских школ Южно — Уссурийского края, организовал сбор средств среди крестьян, купечества, предпринимателей и служащих.
В 1896 году выстроенное здание школы (длина 30 м, ширина 16 м, высота 5 м.) было освящено. Много лет школой заведовал протоиерей П. Мичурин, который своими неустанными заботами, поддерживал школу в образцовом порядке. В 1905 году школа была признана одной из лучших в епархии.
До наступления советского атеистического времени Покровская церковь, церковно-приходская школа и хозяйственные постройки были единым архитектурно-духовным комплексом. В 1920 -е годы была закрыта школа, здание церкви и другие строения стали принадлежать Комхозу. В 1923 году православно-христианская община заключила договор с отделом Комхоза о принятии «от Учкомхоза в бессрочное бесплатное пользование находящиеся в г. Никольск-Уссурийском в квартале № 31 по Занадворовской улице, угол Хабаровской, православного Свято-Никольского собора и по улице Николаевской православного Покровского храма с богослужебными предметами…»
Окончательно церковь была закрыта в 1937 году, в церковном здании в разные времена были: продовольственные склады, общежитие, некоторое время оно стояло просто закрытым.
С апреля 1945 года православные верующие неоднократно обращались с ходатайством о возвращении храма. 31 августа 1946 года было принято правительственное решение об открытии и начале деятельности Свято-Покровского храма. Но при этом, храму не были возвращены хозяйственные постройки по улице Кузнечной 14.
В настоящее время отреставрированный и благоустроенный храм Покрова Пресвятой Богородицы является духовным центром Уссурийска и важной архитектурно-исторической достопримечательностью города.
Рядом с храмом (ул. Краснознаменная, 80) находится здание краеведческого музея, мемориальная доска на котором извещает, что это и есть та самая церковно-приходская школа, построенная в 1896 году.

## Духовенство
- Настоятель храма — Протоиерей Сергий Якутов
- Клирик храма — Иерей Сергий Качев[3]

## Расписание богослужений
Литургия в храме проводится ежедневно. В будние дни и в субботу в 8:00. В воскресенье в 9:00. Ежедневно проводятся и вечерние службы в 16:00.